# Paolo Emilio Taddei
Paolo Emilio Taddei (Roma, 19 novembre 1949 – Pisa, 17 novembre 2014) è stato un politico italiano.